# Roberto Berardi (architetto)
Roberto Berardi (Milano, 1937 – Firenze, 10 maggio 2008) è stato un architetto e urbanista italiano.

## Biografia
Roberto Berardi nacque a Milano nel 1937, studiò presso l'Università di Firenze dove si laureò in Architettura nel 1963. Sempre a Firenze, dopo la laurea, ha collaborato con Edoardo Detti. Successivamente si trasferì a Tunisi dove lavorò per quattro anni alla direzione dello studio di urbanistica di Ludovico Quaroni, presso il Ministero dei lavori pubblici della Repubblica tunisina. Nel 1969, dopo aver diretto per due anni (1968-69) il Bureau d’Etudes della Medina di Tunisi, fece rientro a Firenze dove svolse attività professionale fino al 1973. Dal 1973 lasciò la professione per l'insegnamento e la ricerca e iniziò la carriera accademica a Bologna (Istituto di Architettura e Urbanistica della Facoltà di Ingegneria) per poi passare a Firenze, nel 1979, prima alla cattedra di Composizione architettonica, poi a quella di Progettazione architettonica.
Berardi è stato uno dei massimi esperti di struttura delle città arabe del Nord Africa. Nel corso della sua quarantennale attività ha organizzato importanti convegni sulla crescita urbana in Nord Africa a Mahdia (Tunisia), Algeri, Firenze, Bruxelles e Parigi. Nel 1996 fu fra i soci fondatori del Centro internazionale di studi del paesaggio mediterraneo.  Morì a Firenze il 10 maggio 2008.

## Pubblicazioni
- Roberto Berardi, Casa città storia, Bologna, Patron, 1977.
- Roberto Berardi, Della città dei fiorentini, Firenze, Giunti, 1992, ISBN 88-09-20202-3.
- Roberto Berardi, Città, materia del tempo, Firenze, Giunti, 1995, ISBN 88-8125-006-3.
- Roberto Berardi, Ingens sylva: 1990-1998, Firenze, Polistampa, 1999, ISBN 88-8304-131-3.
- Roberto Berardi, Trattando l'ombre come cosa salda, Firenze, Polistampa, 2001, ISBN 88-8304-298-0.
- Roberto Berardi, Architetture e città del Mediterraneo tra Oriente ed Occidente, Genova, De Ferrari, 2002, ISBN 88-7172-468-2.
- Roberto Berardi, Come per acqua cupa cosa grave: 1992-2003, Firenze, Polistampa, 2004, ISBN 88-8304-715-X.
- Roberto Berardi, Saggi su città arabe del Mediterraneo sud orientale, Firenze, Alinea, 2005, ISBN 88-8125-968-0.

## Biblioteca e Archivio
Nel 2010 Margherita Ciacci, vedova dell'architetto, dona la biblioteca e materiale documentario alla sede di Architettura della Biblioteca di Scienze Tecnologiche, Università degli Studi di Firenze. La biblioteca è costituita da circa 700 volumi, gran parte dei quali attinenti l'architettura e l'arte dell'Africa settentrionale e del Medio Oriente..La parte documentaria è costituita da elaborati grafici, album di materiale fotografico (stampe e diapositive), appunti e materiale di studio, scritti di carattere letterario, materiale didattico 